# Scutoverticosus insperatus
Scutoverticosus insperatus är en kvalsterart som beskrevs av Pérez-Íñigo och Peña 1996. Scutoverticosus insperatus ingår i släktet Scutoverticosus och familjen Scutoverticidae. Inga underarter finns listade i Catalogue of Life.